# 高島町 (北海道)
高島町（たかしまちょう）は、北海道積丹半島の基部にあり、石狩湾に面した地区に存在した町。

## 沿革
- 1870年（明治3年）- 高島郡高島村として起村。
- 1902年（明治35年）4月1日 - 北海道二級町村制施行により高島村と同郡祝津村が合併し、高島村が発足。
- 1922年（大正11年）5月1日 - 高島郡高島町となる。
- 1940年（昭和15年）4月1日 - 小樽市に編入。

昭和初期まではニシン漁で栄え、現在は住宅街となっている。

## 行政
高島町役場は合併とともに小樽市役所高島支所となり、建物は現在、高島診療所となっている。